# Каталонское начало
Каталонское начало — шахматный дебют, начинающийся ходами:
1. d2-d4 Kg8-f6 

2. c2-c4 e7-e6 

3. g2-g3 d7-d5 

4. Cf1-g2.
Относится к закрытым началам.

## История
Дебют получил своё название благодаря турниру 1929 года в Барселоне, Испания (Каталония), где был применён С. Тартаковером. Изначально теория относила данный дебют к ферзевому гамбиту, однако со временем он сформировался в самостоятельную систему развития, включающую в себя элементы ферзевого гамбита и дебюта Рети.

## Варианты
- 4. … c7-c6
- 4. … d5:c4 — открытая система
- 4. … Cf8-e7 — закрытая система